# ギュルデン・カヤラル
ギュルデン・カヤラル・クズバシュオール（Gülden Kayalar Kuzubaşıoğlu, 1980年12月5日 - ）は、トルコの元女子バレーボール選手である。サムスン出身。ポジションはリベロ。元トルコ代表。

## 来歴
8歳の時にバレーボールを始める。2003年、トルコ代表に初選出される。同年の欧州選手権では銀メダルを獲得した。同年11月のワールドカップに出場した。
2005年欧州選手権でベストレシーバー賞を受賞した。世界選手権へは2大会連続で出場している。（2006年、2010年）2011年の欧州選手権、2012年のワールドグランプリで銅メダルを獲得した。
2003-04シーズンよりトルコリーグの強豪エジザージュバシュ・ヴィトラの正リベロを務めている。2015年、CEVチャンピオンズリーグで優勝に貢献し、自身もベストリベロ賞に選ばれた。

## 球歴
- 2003年 - 欧州選手権（準優勝、ベストディガー賞）
- 2003年 - ワールドカップ
- 2005年 - 欧州選手権（6位、ベストレシーバー賞）
- 2006年 - 世界選手権（10位）
- 2007年 - 欧州選手権（10位）
- 2010年 - 世界選手権（6位）
- 2011年 - 欧州選手権（3位）
- 2012年 - ワールドグランプリ（3位、ベストレシーバー賞）
- 2012年 - ロンドンオリンピック

## 受賞歴
- 2003年 - 欧州選手権 ベストディガー賞
- 2005年 - 欧州選手権 ベストレシーバー賞
- 2012年 - ワールドグランプリ ベストレシーバー賞
- 2013年 - トルコリーグ 2012-13 ベストリベロ賞
- 2015年 - 2014-15欧州チャンピオンズリーグ ベストリベロ賞

## 所属クラブ
- Şanlıurfa Gençlik Spor
- Numune Spor
- エジザージュバシュ（2003-2017年）